# Luk (banda)
Luk (estilizado como Lюk ) foi uma banda de música ucraniana de Carcóvia. O estilo da banda une acid jazz, lounge e rock. Em seus textos, os músicos usavam principalmente ucraniano, russo e francês.
Luk foi formado em 1999. O nome foi dado acidentalmente sem significado especial ( люк significa bueiro ). Depois de lançar quatro álbuns de estúdio, Luk declarou sua separação em 2011.
Luk colaborou com o escritor ucraniano de Carcóvia, Serhiy Zhadan. A maioria de suas canções em ucraniano foram escritas em letras de Zhadan (em particular o primeiro álbum Zona turística é baseado na peça de Zhadan "Feliz Natal, Jesus Cristo"). Luk também gravou muitas canções com Andriy Zaporozhets, membro do 5'Nizza (em particular, o segundo álbum é resultado da colaboração com Zaporozhets). Seu terceiro álbum contém duas canções gravadas com outro músico do 5'Nizza, Serhiy Babkin.

## Membros
- Olha Gerasimova (vocal)
- Oleh Serdyuk (teclados)
- Serhiy Belmas (baixo)
- Velentyn Panyuta (guitarra)
- Oleksandr Kratinov (bateria)

## Discografia
Álbuns
- Zona turística (2002)
- Limão (2004)
- Sexo (2005)
- Мамина юность (Mamina Yunost, 2009)

Compilação
- O Melhor de Luk (2008)